# Leonid Grigorjewitsch Petrowski
Leonid Grigorjewitsch Petrowski (russisch: Леонид Григорьевич Петровский, * 29. Maijul. / 11. Juni 1902greg. in Schtscherbinowka, Torezk in Donbass-Region; † 17. August 1941 im Dorf Rudnja, Rajon Schlobin, Region Gomel) war ein sowjetischer Korpsführer und Generalleutnant (31. Juli 1941) im Zweiten Weltkrieg. 

## Leben

### Elternhaus
Sein Vater Grigori Iwanowitsch war ein Charkower Schlossermeister und überzeugter Anhänger der Sozialdemokratischen Arbeiterpartei Russlands. Leonids Mutter, Dominika Fjodorowna (geborene Siwakow) widmete ihr ganzes Leben ihrer Familie und führte den Haushalt. Mit sechzehn Jahren wurde sie die Frau von Grigori Iwanowitsch und nacheinander Mutter von drei Kindern. Seit 1898 war Domna Fedotowna an der Verteilung von Proklamationen und Flugblättern beteiligt. Ab seinem 11. Lebensjahr arbeitete der Vater als Mechaniker in der Brückenwerkstatt der Eisenbahn, 1897 trat er der Jekaterinoslawer Union zur Befreiung der Arbeiterklasse bei und wurde ein professioneller Revolutionär. Als Dreher eines Stahlwerks in Mariupol wurde er 1912 von den Arbeitern der Provinz Jekaterinoslaw zum Abgeordneten der IV. Staatsduma gewählt, wo er die Interessen der Arbeiterklasse verteidigte. Auf Lenins Vorschlag wurde Grigori Iwanowitsch 1913 zum Vorsitzenden der bolschewistischen Fraktion gewählt. Am 5. November 1914, nach Kriegsbeginn wurde G. I. Petrowski und seine Fraktionskollegen A. J. Badajew, M. K. Muranow, F. N. Samoilow und N. R. Schagow verhaftet und in ein Untersuchungsgefängnis eingesperrt. Nach dem Prozess wurden G. I. Petrowski und seine Kameraden nach Jakutsk verbannt.

### Frühe Zeit
Im Sommer 1916 nahm der vierzehnjährige Leonid als Sekretär an der Sitzung des Roschdestwensker-Bezirksausschusses der RSDLP teil. Der um drei Jahre ältere Bruder Pjotr Grigoriewitsch war 1899 geboren und nach der Oktoberrevolution einer der Führer der Union der kommunistischen Jugend in Petrograd. Im Februar 1917 war er an der Besetzung des Arsenals in Petrograd beteiligt und am 3. April 1917 traf er mit mehreren tausend Revolutionären von Petrograd mit Wladimir Lenin zusammen. Nach der Februarrevolution 1917 kehrte der Vater Grigori Iwanowitsch aus dem Exil zurück und wurde im November 1917 Mitglied der ersten Sowjetregierung als Volkskommissar für innere Angelegenheiten. 
Im Gegensatz zu seinem Bruder Pjotr Grigorjewitsch fühlte sich Leonid aber mehr zum Offiziersdienst hingezogen. Nach seinem Abschluss am 7. Petrograder Gymnasium trat Leonid im März 1917 unerwartet für viele in die Oranienbaumer-Schule für Unteroffiziers ein. Nach dem Abschluss im Juli 1917 diente er im 1. Reserve-Maschinengewehr-Regiment, das in Petrograd stationiert war. Bald nach dem Juliaufstand wurde das Regiment entwaffnet und Leonid Grigorjewitsch war für einige Zeit ohne Amt. Zu dieser Zeit war er an der Parteiarbeit im 1. Stadtbezirk von Petrograd tätig und konnte mit berühmten Mitgliedern der Arbeiterbewegung zusammenzuarbeiten: A. J. Badajew, M.K. Muranow, N. R. Schagow und F. N. Samoilow.
Ende Oktober 1917 beteiligte sich Leonid an der Formation einer Petrograder Kampfabteilung der Roten Garde des Bezirks Roschdestwenski, in dem er zum Zugsführer gewählt wurde. 
Am Abend des 25. Oktober (7. November, neuer Stil) 1917 nahm er an der Beschlagnahme des Winterpalastes teil. Im Februar 1918 wurde er in die Reihen der Roten Armee eingetragen. Vom 30. Juli bis 2. Dezember 1918 befehligte er das 1. Saransker-Regiment (der 1. Insa-Schützen-Division) und kämpfte an der roten Ostfront gegen die weißen Truppen unter A. W. Koltschak.
Am 23. Mai 1919 wurde derweil sein älterer Bruder Pjotr an die Südfront geschickt, wo er als Stabschef der 1. Brigade (der 37. Schützendivision der 10. Armee), Geheimdienstchef und Stabschef der 2. Kavallerie-Brigade (6. Kavalleriedivision) fungierte. Vom 12. Juli bis 10. Oktober befehligte er vorübergehend eine Brigade. Er nahm an Feindseligkeiten gegen die Truppen unter dem Kommando von Anton Denikin teil. Im Januar 1919 wurde er Leiter der politischen Abteilung der 22. Schützendivision, ab April war er Vorsitzender des Parteikomitees der Stadt Ural und zeigte seine Fähigkeiten bei der Verteidigung von Uralsk gegen die Weißen Kosaken unter General W. S. Tolstow. Von Juli 1919 bis Oktober 1921 war Pjotr Grigorjewitsch Sekretär des Uralsker Parteikomitees und dann Vorsitzender des Revolutions-Komitees der Provinz Ural. Im März 1921 beteiligte er sich an der Niederschlagung des Kronstädter Aufstands. Der III. Allukrainische Sowjetkongreß wählte in dieser Zeit seinen Vater Grigori Iwanowitsch zum Vorsitzenden des Allukrainischen Zentralen Exekutivkomitees (VUTSIK), er blieb fast zwanzig Jahre in diesem Amt. 
Seit Mai 1920 diente Leonid während des Sowjetisch-Polnischen Krieges bei der 16. roten Armee an der Westfront. Am 5. Juli wurde er zum Chef der operativen Abteilung der 16. Armee ernannt, am 17. Juli zum stellvertretenden Stabschef der 8. Schützendivision, am 9. August zum Stabschef dieser Division und am 15. September zum Kommandeur des 72. Schützenregimentes dieser Division ernannt. Im November 1920 wurde er schwer verwundet, wobei der von den Polen im Raum Luninez gefangen genommen und in einem Lager bei Brest festgehalten wurde. Im April 1921 kehrte er während eines Gefangenenaustausches in die Heimat zurück.
Im April 1921 wurde Leonid Petrowski zum Studium an die Militärakademie der Roten Armee geschickt, die er am 20. Oktober 1922 mit der Note „befriedigend“ abschloss. Danach diente er als Kommandeur eines Bataillons im 31. Schützenregiment (des Petrograder Militärbezirks) und im 15. Schützenregiment (an der Westfront). Im Januar 1924 wurde er zum Kommandeur des 87. Schützenregiments und im März 1925 zum Kommandeur des 15. Schützenregiments (im Belarussischen Militärbezirk) ernannt, sowie im November 1926 als Stabschef der 74. Schützendivision (Nordkaukasischer Militärbezirk) nach Krasnodar geschickt. Konstantin Simonow, der Einblick in Petrowskis Kaderakte nehmen konnte, zitiert eine Beurteilung von Februar 1925: „Ist willensstark , ernergisch und entschlossen. Versteht sich der operativen Lage geschickt anzupassen. Er kennt das Soldatenhandwerk und liebt es. Entspricht voll und ganz der von ihm bekleideten Dienststellung.“
1925 ging er die Ehe mit Nadeschda Wassiljewna Vikulowa ein.
Nachdem er im November 1928 Fortbildungskurse für hochrangiges Kommandopersonal an der Frunse-Militärakademie absolviert hatte, wurde er zum Kommandeur der 6. Schützendivision und im Dezember 1930 zum Kommandeur der 14. Kavalleriedivision ernannt. Den Abschluss an der Frunse-Militärakademie macht er im Jahr 1932.
Am 20. Dezember 1934 wurde er zum Kommandeur der 1. Moskauer Proletarischen Schützendivision ernannt, im Mai 1937 wurde er Kommandeur des 5. Schützenkorps (Militärbezirk Beloruss) und am 28. November diese Jahres zum Komkor befördert.

### Stalinistische Säuberungen
Im Sommer 1937 wurde der Bruder Pjotr Grigorjewitsch beschuldigt, an partei- und staatsfeindlichen Aktivitäten teilgenommen zu haben, und wurde im Zuge der Säuberungen unter Stalin festgenommen. Der Vater Grigori Iwanowitsch nutzte seine Position und versuchte vergeblich etwas über das Schicksal seines Sohnes zu erfahren. Fast ein Jahr später wurde bekannt, dass Pjotr am 10. November 1937 zu 15 Jahren Gefängnis verurteilt und ins Zentralgefängnis von Orjol gebracht wurde. Grigori Iwanowitsch versuchte mehrmals, ein Treffen mit seinem Sohn herzustellen, aber die Führung des NKWD, bei der er mehrere Anträge stellte, verweigerte jedes Mal die Zustimmung. Die Mutter Dominika Fedotowna, die sich große Sorgen um Pjotr machte, erfuhr nie, dass ihr ältester Sohn im Zusammenhang mit dem Vormarsch der deutschen Truppen nach Orjol am 11. September 1941 im Vorraum des Militärkollegiums des Obersten Gerichtshofs der UdSSR erschossen wurde.
Im März 1938 wurde Leonid Grigorjewitsch Mitglied des Kriegsrates und dann stellvertretender Kommandant des Moskauer Militärbezirks. Ab Mai 1938 stand er dem Kommando- und Kommandantenbüro der Roten Armee zur Verfügung. Dann wurde auch er im November gemäß dem NKWD Art. 43 a überraschend aus den Reihen der Roten Armee entlassen, aber nicht verhaftet. Im August 1940 wurde die Anklage gegen ihn fallengelassen und am 28. November desselben Jahres wurde seine Rang auf Antrag von Semjon Timoschenko in der Roten Armee wiederhergestellt, worauf er zum Kommandeur des 63. Schützenkorps ernannt wurde.

### Im Zweiten Weltkrieg
Mit Beginn des Krieges wurde das 63. Schützenkorps an die Westfront verlegt, wo es in die 21. Armee (Zentralfront) aufgenommen wurde. Danach nahm es im Juli 1941 an dem Gegenangriff in Richtung Bobruisk teil, bei dem es gelang Shlobin und Rogatschew zurückzuerobern. Am 13. Juli 1941 überquerten die Soldaten des 63. Schützenkorps den Dnjepr, und rückten bis zu 30 Kilometer westlich vor. Die Verteidigung der Städte Shlobin und Rogatschew sowie der Regionen dauerte mehr als einen Monat, in dieser Zeit erhielt er am 31. Juli seine Beförderung zum Generalleutnant. Nachdem er den Befehl erhalten hatte, das Kommando über die 21. Armee zu übernehmen, weigerte er sich, seine Soldaten per Flugzeug zu verlassen. Bei den Ausbruchskämpfen wurde Generalleutnant Petrowski bei den Kämpfen am 17. August zwischen den Dörfern Rudenka und Skepnja tödlich verwundet. Bei diesen Kämpfen fielen mehr als 50 Mann, darunter zwei Helden der Sowjetunion – I. A. Lazenko und F. A. Batalow. Die Soldaten brachten den tödlich verwundeten General Petrowski noch zum 7 km entfernten Dorf Staraja Rudnja. Er erlag dort seinen Verletzungen und wurde in einem Massengrab im Zentrum dieses Dorfes beigesetzt.